# 湯浅実
湯浅 実（ゆあさ まこと、本名・湯浅 實（読みは同じ）、1934年12月21日 - 2019年8月3日）は、日本の俳優。満洲国生まれ。身長168cm、体重70kg。東京都立大学中退。

## 来歴・人物
NHK俳優養成所を卒業後、演劇集団「三十人会」を結成。
1969年、劇団青年座に入団。
1975年から1982年まで『中学生日記』で風間先生を演じた。
近藤芳正とは師弟関係にある。
2000年、紀伊國屋演劇賞受賞。
病気療養していたが、2019年8月3日2時3分（JST）、誤嚥性肺炎のため入院先の東京都内の病院で逝去。84歳没。

## 出演

### テレビドラマ
- 遺族（1961年、NHK）- 藤尾正己 役
- 女と味噌汁16（1970年）
- 大河ドラマ（NHK）
  - 源義経（1966年） - 藤原経景 役
  - 新・平家物語（1972年） - 藤原実家 役
  - 国盗り物語（1973年） - 有年備中 役
  - 勝海舟（1974年） - 岡田星之助 役
  - 徳川家康（1983年） - 松倉備後 役
  - 独眼竜政宗（1987年） - 前田玄以 役
  - 葵 徳川三代（2000年） - 薄野隼人正 役
- 中学生日記（1975年 - 1982年、NHK） - 風間先生 役[2]
- ハイカラさん（1982年、NHK朝の連続テレビ小説）
- 君は海を見たか（1982年、フジテレビ）
- 真田太平記（1985年、NHK水曜時代劇） - 島左近 役
- 藤子不二雄の夢カメラ第2話（1986年、月曜ドラマランド）
- 火曜サスペンス劇場
  - わが町 - ナレーション
  - 指名手配 (テレビドラマ)1・2 - ナレーション
- ひよこたちの天使（1996年、花王愛の劇場）
- いのちの器（1998年、東海テレビ） - 山野 役
- ストレートニュース (テレビドラマ) 第9話・最終話（2000年、日本テレビ）
- テレビ東京21世紀特別企画・天国までの百マイル（2001年、テレビ東京）
- 牟田刑事官事件ファイル（2001年、テレビ朝日） - 金城浩一 役
- 春が来た（2002年、NHK金曜時代劇）
- 白い巨塔（2003年 - 2004年） - 大阪高裁裁判長（後半） 役

### バラエティ
- こんにちは2時（1982年 - 1986年、テレビ朝日系列）※初代メイン司会者[1]

### 劇場アニメ
- 少年ジャックと魔法使い（1967年） - 小悪魔 役

### 海外アニメ
- ドラゴン水滸伝（大臣）

### 吹き替え
- ひとすじの道「ジャッキー・ジェンセン物語」(トンプソン<スタンフォード・レップ>)
- 逃亡者　#117
- 死の航海　(カーター<リチャード・ロング>)
- 若草物語(1978年のテレビ映画) (ベア教授<ウィリアム・シャトナー>)